# 曲背藓
曲背藓（学名：Oncophorus wahlenbergii）为曲尾藓科曲背藓属下的一个种。